# Johann Wilhelm Seidler
Johann Wilhelm Seidler (* 12. November 1718 in Minden; † 13. April 1777 in Weimar) war ein deutscher Philosoph, Redakteur, Prinzenerzieher und Bibliothekar. Er war von 1748 bis 1760 erster Bibliothekar der Bibliothek des Collegium Carolinum, Vorgängereinrichtung der heutigen Universitätsbibliothek Braunschweig.

## Leben
Seidler studierte ab 1740 Theologie in Göttingen. Er war seit dem 23. September 1748 als Adjunkt an dem 1745 neu gegründeten Collegium Carolinum in Braunschweig angestellt, wo er über Philosophie und lateinische Literatur las. Er wurde 1747 zum außerordentlichen und 1748 zum ordentlichen Professor ernannt. Am 18. Mai 1748 wurde Seidler von Herzog Karl I. zum ersten Bibliothekar der Bibliothek des Collegium Carolinum ernannt. Neben seiner Lehrtätigkeit redigierte er seit 1756 die Gelehrten Beiträge zu den Braunschweigischen Anzeigen. 

### Tätigkeit in Weimar
Im Oktober 1760 berief Herzogin Anna Amalia Seidler als Prinzenerzieher an den Weimarer Hof. Nach der Übersiedelung im Frühjahr 1761 unterrichtete er im Rang eines Oberkonsistorialrats den Weimarer Erbprinzen Karl August und dessen Bruder Konstantin bis zum Jahre 1774. Oberaufseher über die prinzliche Erziehung wurde im September 1761 Johann Eustach von Görtz. Über rund 15 Jahre wurden die Prinzen von Seidler und mehr als sechs weiteren Lehrern unterrichtet, darunter der Mathematiker Johann Karl Albrecht († 1803), Stiefsohn des Abtes Jerusalem, und Christoph Martin Wieland. Seidlers Unterrichtsfächer waren insbesondere Religion und Latein. Am 27. März 1771 konfirmierte er den Erbprinzen Karl August.
Seidler starb 1777 in Weimar und wurde auf dem dortigen Jakobsfriedhof beigesetzt. Seine Witwe überlebte ihn um mehr als zwei Jahrzehnte.

### Familie
Seidler war mit Marie Elisabeth Pürner (auch Pyrner oder Bärner, 1729–99) aus Peine verheiratet, mit der er fünf Söhne und fünf Töchter hatte. Für Seidlers ersten in Weimar geborenen Sohn übernahmen die beiden Weimarer Prinzen und Herzogin Anna Amalia die Patenschaft. Die Weimarer Malerin und Vertraute Goethes, Louise Seidler, war seine Enkelin.